# Princess Sophia
Il Princess Sophia è stato un piroscafo canadese della Canadian Pacific Railway, di cui era una delle navi di riferimento.
Assegnato a coprire la tratta Alaska-Columbia Britannica-Washington, il 24 ottobre 1918 andò fuori rotta e si arenò sul Vanderbilt Reef, presso il canale Lynn. Inizialmente in posizione stabile e assistito da altre imbarcazioni, il capitano decise di non evacuare la nave, ma un improvviso peggioramento delle condizioni meteorologiche ne causò il naufragio il giorno successivo, senza che vi fossero sopravvissuti.
Il suo naufragio è a oggi il disastro marittimo col più alto numero di vittime (almeno 350) avvenuto sulla costa occidentale dell'America del Nord, oltre che uno dei più gravi mai avvenuti in Canada.

## Vita operativa

### Costruzione

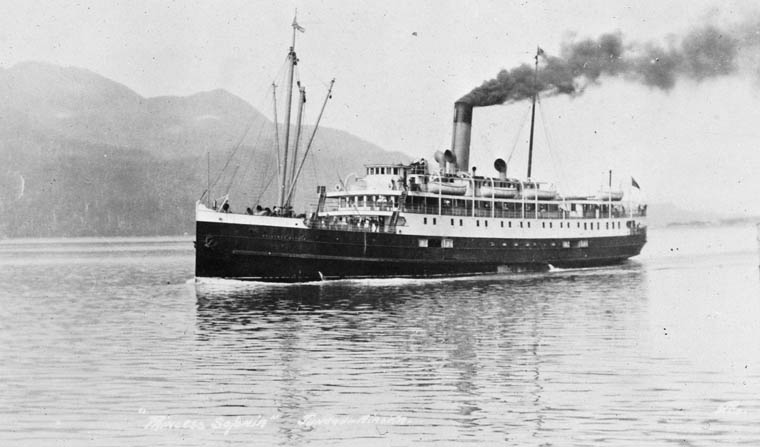
Il Princess Sophia in navigazione (1912 circa)

La compagnia di trasporti Canadian Pacific Railway deteneva di fatto, nei primi anni del XX secolo, il monopolio dei traffici marittimi nell'oceano Pacifico settentrionale, in particolare sulla zona di mare tra Alaska, Columbia Britannica e Washington. Imitando le grandi compagnie che nell'Atlantico operavano i transatlantici la Canadian Pacific Railway commissionò molte navi simili, anche se su scala ridotta, e il Princess Sophia fu una di esse.
Costruito tra il 1911 e il 1912 in Scozia, il Princess Sophia disponeva di tutte le attrezzature più moderne, segnatamente la comunicazione senza fili e la luce elettrica. Inizialmente mossa dal carbone, la nave venne in seguito riconvertita per funzionare tramite olio combustibile.

### Servizio
Entrata in opera alla metà del 1912, la nave effettuò numerose volte la traversata tra l'Alaska e gli Stati Uniti continentali passando per il Canada. Quando nel 1914 scoppiò la prima guerra mondiale coinvolgendo anche il Canada, la compagnia vide una vistosa diminuzione del traffico marittimo e quindi degli introiti, costringendola a mettere in disarmo le proprie navi, in seguito sequestrate dal governo britannico e usate per trasportare truppe in Europa.

## Naufragio

### Partenza
Con l'approssimarsi della fine della Grande Guerra, il Princess Sophia poté tornare al suo normale servizio di linea, ed entro l'inizio del 1918 aveva ripreso le consuete rotte del Pacifico Settentrionale. All'epoca il traffico navale sulla costa americana occidentale era particolarmente attivo, complice la corsa all'oro dello Yukon non ancora del tutto esauritasi. Il Princess Sophia compiva quindi regolarmente la traversata da Seattle a Skagway passando per Vancouver e viceversa.
Era ormai consuetudine che durante l'autunno di ogni anno si verificasse un esodo di massa verso sud da parte di quegli abitanti dello Yukon non abituati ad affrontare i gelidi inverni dell'estrema America settentrionale. L'esodo del 1918 si dimostrò particolarmente intenso, tanto che il 23 ottobre, subito prima della sua ultima traversata per quell'anno, il Princess Sophia si trovò con più passeggeri del solito (almeno 290 contro i normali 250, tra cui molti imbarcatisi all'ultimo momento riuscendo a non pagare il biglietto e non venendo quindi registrati); ciò, unito alla diffusione dell'influenza spagnola che decimò l'equipaggio, fece ritardare di alcune ore la partenza, costringendo il capitano Leonard Locke a cercare molti marinai sostitutivi sul momento.
La nave partì infine da Skagway alle ore 10:10 del 23 ottobre 1918, diretta a Juneau. Per smaltire l'ingente ritardo accumulato il capitano ordinò di salpare alla massima velocità, e ciò avrebbe contribuito al destino finale della nave.

### Arenamento
Uscito dal canale Lynn, il Princess Sophia incontrò mare mosso e forti venti, segni di una tempesta incombente. Presto la visibilità si ridusse a tal punto che l'equipaggio si trovò costretto a condurre la nave unicamente tramite l'eco del suono delle sue sirene, i cui secondi di ritardo permettevano di determinare la distanza approssimativa dalla costa. Questo metodo, altamente impreciso, era quindi assai pericoloso.
Calata la notte del 24 ottobre la nave, ancora a velocità sostenuta nonostante la visibilità ormai nulla, era finita fuori rotta di oltre 2 miglia nautiche. Subito dopo le ore 02:00 il Princess Sophia, ormai incapace di orientarsi, andò a incagliarsi violentemente sul Vanderbilt Reef, una secca rocciosa affiorante segnalata da un'unica boa, allora invisibile a causa del buio. L'impatto fu così violento che la carena della nave venne sventrata in profondità dalle rocce, rimanendo perfettamente incastrata in posizione eretta sul reef e impossibilitata a disincagliarsi.
Tutti i passeggeri della nave vennero svegliati dall'impatto, e molti, temendo di affondare, scrissero lettere ai propri cari o fecero testamento. La maggior parte delle testimonianze sulla dinamica e le conseguenze immediate del disastro viene proprio da questi documenti, come la lettera-testamento che il passeggero John "Jack" Maskell scrisse alla fidanzata Dorothy Burgess, residente a Manchester:
(Lettera-testamento di John "Jack" Maskell )
Maskell, così come il resto dei passeggeri e dell'equipaggio, perì nell'affondamento finale della nave. Il suo corpo fu tra i pochi recuperati dopo il disastro; in una tasca aveva la lettera sopra riportata.

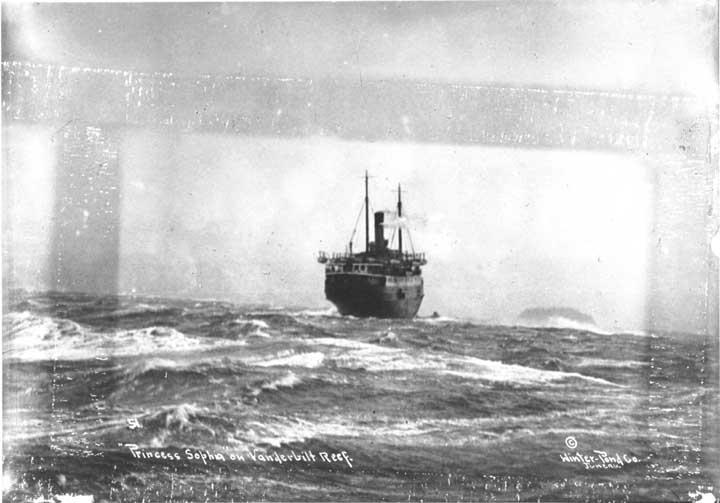
Il Princess Sophia arenato sul Vanderbilt Reef (24 ottobre 1918, ripresa di poppa)

### Il 24 ottobre
Mentre i passeggeri temevano il peggio, il capitano Locke era fiducioso di poter disincagliare la nave; inoltre, nonostante le gravi condizioni, il Princess Sophia si trovava ancora relativamente vicino a Skagway, e alle prime richieste di soccorso numerose imbarcazioni vennero in aiuto. La situazione pareva quindi stabile, e la vita delle persone a bordo non in pericolo immediato.
Tuttavia, a causa delle condizioni in rapido peggioramento, non fu possibile calare in mare alcuna scialuppa per permettere il trasbordo dei passeggeri, e i soccorritori poterono solo girare attorno alla nave per molte ore senza poter fare nulla. La conformazione del Vanderbilt Reef era poi peculiare, dato che sia con l'alta sia con la bassa marea sarebbe stato impossibile raggiungere la nave: una scialuppa ammarata con la bassa marea si sarebbe sfracellata sugli scogli per la violenza delle onde, mentre con l'alta marea avrebbe corso il rischio d'incagliarsi a sua volta sopra il reef, finendo intrappolata come la nave.
Il capitano Locke comunque non disperava: contando sulle rilevazioni del barometro di bordo, riteneva che il giorno successivo le condizioni meteorologiche sarebbero migliorate, permettendo quindi alla nave di disincagliarsi o comunque di essere evacuata in sicurezza; per questo, in ultima battuta, rifiutò di ordinare l'abbandono del Princess Sophia. La decisione di Locke venne dettata anche dalla memoria del naufragio del Clallam, avvenuto nel 1904 pressappoco nella stessa zona di mare: il capitano del Clallam, ordinando la precipitosa evacuazione di donne e bambini, ne aveva causato la morte, e Locke intendeva evitare un disastro del genere.
Tra il 24 e il 25 ottobre numerosi marinai delle navi che tentarono di soccorrere il Princess Sophia scattarono fotografie della nave arenata da diverse angolazioni, ed esse sarebbero state le sue ultime testimonianze visive. A fine giornata i battelli venuti in soccorso, dato il mare sempre più agitato, furono costretti a ritirarsi verso la costa per passare la notte al riparo; solo due navi, il Cedar della guardia costiera e il piccolo veliero King & Winge, rimasero presso la nave per buona parte della notte, salvo ritirarsi la mattina successiva per riorganizzarsi.

### L'affondamento
Il 25 ottobre le condizioni meteorologiche si mantennero incerte per tutta la mattina e per buona parte del pomeriggio. Poco prima delle 17:00 ci fu un brusco peggioramento delle condizioni meteorologiche e le onde cominciarono a sferzare con violenza il Vanderbilt Reef, mentre la marea risalì. In pochi minuti la forza dell'acqua sollevò il Princess Sophia, che cominciò ad andare alla deriva e a imbarcare velocemente acqua.
David Robinson, il marconista della nave, cominciò a inviare freneticamente SOS a tutte le navi vicine. Il Cedar fu l'ultima a ricevere i messaggi del Princess Sophia.
(David Robinson alla Cedar)

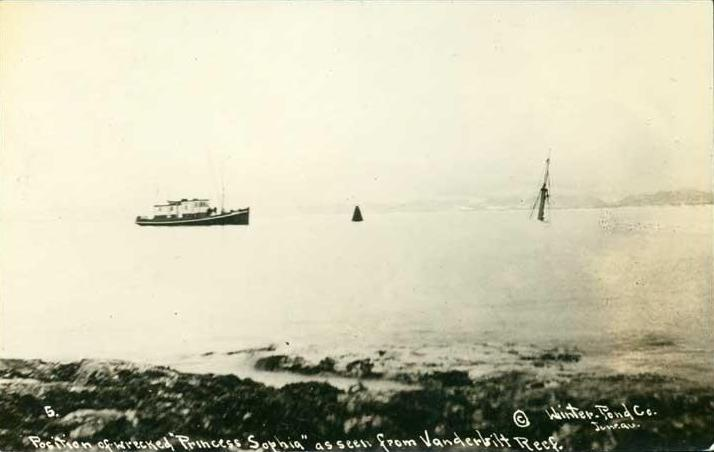
L'albero maestro del Princess Sophia sporge dall'acqua (destra). Al centro è visibile l'unica boa allora presente per segnalare il Vanderbilt Reef

Le condizioni del mare di quel giorno furono tuttavia estreme e così nessuna imbarcazione poté soccorrere il Princess Sophia, che quindi affondò nel giro di un'ora. Non ci furono sopravvissuti; gli orologi recuperati dai corpi delle vittime si erano fermati tutti tra le 17:50 e le 18:00. Dalle autopsie successive risultò che alcune delle vittime erano morte per l'esplosione delle caldaie invase dall'acqua, mentre altre soffocate dall'olio combustibile dei serbatoi della nave finito in mare, che aveva loro impedito di nuotare e mantenersi a galla.
Quando le navi di soccorso arrivarono la mattina successiva, solo l'albero maestro del Princess Sophia, adagiatosi sul fondale sempre in posizione eretta, sporgeva dall'acqua. Due giorni dopo l'affondamento si scoprì l'unico essere vivente sopravvissuto al naufragio: un setter inglese, appartenuto al passeggero James Alexander, riuscì a raggiungere a nuoto la periferia di Juneau, mezzo affogato, assiderato e ricoperto di olio combustibile. I corpi delle vittime, rimasti per la maggior parte intrappolati all'interno della nave, cominciarono a essere rinvenuti solo molto tempo dopo grazie all'azione delle correnti (il primo a essere ritrovato fu quello del californiano William Haggerty presso Haines il 22 novembre, a quasi un mese dal disastro). È stato ipotizzato che il secondo ufficiale del Princess Sophia, Frank Gosse, il cui corpo venne rinvenuto tempo dopo sulla terraferma, fosse in effetti riuscito a sopravvivere all'affondamento saltando su una delle scialuppe alla deriva e venendo trasportato fino alla costa, salvo poi soccombere alle intemperie e a una ferita alla testa che si era procurato saltando dal ponte della nave. Thomas Riggs, governatore dell'Alaska, guidò personalmente le operazioni di recupero dei corpi e dichiarò il lutto in tutto lo Stato.

## Conseguenze

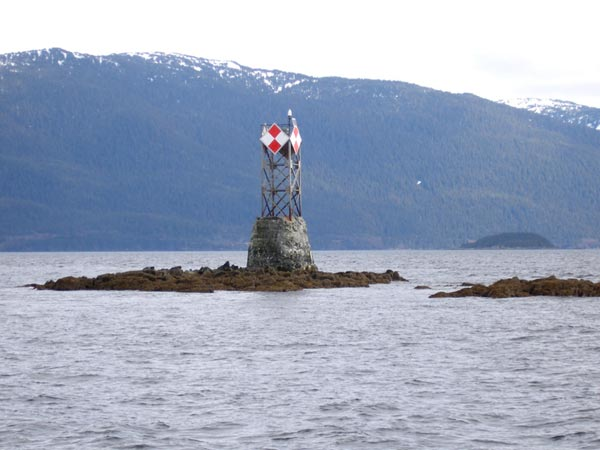
Il radiofaro del Vanderbilt Reef oggi

Il naufragio del Princess Sophia, nonostante la sua gravità, passò quasi inosservato per il resto del mondo, poiché proprio in quel periodo era imminente la fine della prima guerra mondiale e l'influenza spagnola aveva appena colpito con violenza la costa occidentale dell'America. Questi due grandi eventi attirarono su di loro l'intera attenzione mediatica, relegando la tragedia del naufragio in secondo piano.
La pericolosità di quel tratto di mare e nello specifico del Vanderbilt Reef era già stata segnalata alle autorità statunitensi, che tuttavia nel 1917 avevano respinto le richieste di costruirvi un faro a causa della crisi economica dovuta alla guerra. Proprio per questa mancanza l'inchiesta sul naufragio decretò che il capitano non aveva colpe, e negli anni successivi venne costruito sul reef un radiofaro perché altre navi non condividessero il destino del Princess Sophia.
La regione canadese dello Yukon fu particolarmente colpita dalla fine del Princess Sophia, poiché molti passeggeri della nave erano membri di spicco della comunità locale, e nello specifico la città di Dawson City vide perire una significativa percentuale dei propri abitanti nel disastro. Tra le vittime più illustri del naufragio si contarono l'influente politico locale William O'Brien assieme alla moglie e ai cinque figli, l'alpinista Walter Harper, la ballerina Lulu Mae Johnson col marito e l'imprenditore italiano Giovanni "John" Zuccarelli, la cui vedova sposò in seguito Charlie Vifquain, che aveva perso moglie e figlia nel naufragio. Molte vittime erano impiegati dell'industria mineraria e fluviale dello Yukon, e la loro perdita fu irreparabile per l'economia della regione.
Ancora oggi si tiene annualmente al porto di Skagway una commemorazione per le vittime del naufragio. Nel 2018, in occasione del centenario del disastro, la zecca canadese ha prodotto una moneta commemorativa d'argento con l'effigie del Princess Sophia.